# Copa do Egito de Futebol
A Copa do Egito (português brasileiro) ou Taça do Egito (português europeu) é uma competição de futebol disputada no Egito a partir de 1922.

## Campeões
| Edição  | Campeão                             | Resultado                           | Vice                                |
| ------- | ----------------------------------- | ----------------------------------- | ----------------------------------- |
| 1921-22 | Zamalek (1)                         | 5-0                                 | Ittihad Alexandria                  |
| 1922-23 | Tersana (1)                         | 1-0                                 | El Sekka El Hadid                   |
| 1923-24 | Al Ahly (1)                         | 0-0 / 4-1                           | El Sekka El Hadid                   |
| 1924-25 | Al Ahly (2)                         | 1-1 / 3-0                           | Ittihad Alexandria                  |
| 1925-26 | Ittihad Alexandria (1)              | 2-2 / 3-2                           | Al Ahly                             |
| 1926-27 | Al Ahly (3)                         | 5-0                                 | Al Masry                            |
| 1927-28 | Al Ahly (4)                         | 1-0                                 | Zamalek                             |
| 1928-29 | Tersana (2)                         | 2-2 / 1-0                           | Ittihad Alexandria                  |
| 1929-30 | Al Ahly (5)                         | 2-0                                 | Ittihad Alexandria                  |
| 1930-31 | Al Ahly (6)                         | 4-1                                 | Zamalek                             |
| 1931-32 | Zamalek (2)                         | 2-1                                 | Al Ahly                             |
| 1932-33 | El Olympi (1)                       | 3-1                                 | Al Ahly                             |
| 1933-34 | El Olympi (2)                       | 1-0                                 | Zamalek                             |
| 1934-35 | Zamalek (3)                         | 3-0                                 | Al Ahly                             |
| 1935-36 | Ittihad Alexandria (2)              | 3-1                                 | El Sekka El Hadid                   |
| 1936-37 | Al Ahly (7)                         | 3-2                                 | El Sekka El Hadid                   |
| 1937-38 | Zamalek (4)                         | 1-1 / 1-0                           | Al Ahly                             |
| 1938-39 | Al Teram (1)                        | 1-1 / 2-0                           | Police                              |
| 1939-40 | Al Ahly (8)                         | 3-1                                 | Al Teram                            |
| 1940-41 | Zamalek (5)                         | 5-0                                 | Police                              |
| 1941-42 | Al Ahly (9)                         | 3-0                                 | Zamalek                             |
| 1942-43 | Zamalek (6) Al Ahly (10)            | Não disputado                       | Título Dividido                     |
| 1943-44 | Zamalek (7)                         | 6-0                                 | Al Ahly                             |
| 1944-45 | Al Ahly (11)                        | 3-2                                 | Al Masry                            |
| 1945-46 | Al Ahly (12)                        | 3-0                                 | El Sekka El Hadid                   |
| 1946-47 | Al Ahly (13)                        | 2-1                                 | Al Masry                            |
| 1947-48 | Ittihad Alexandria (3)              | 2-1                                 | Zamalek                             |
| 1948-49 | Al Ahly (14)                        | 3-1 (Pro)                           | Zamalek                             |
| 1949-50 | Al Ahly (15)                        | 6-0                                 | Tersana                             |
| 1950-51 | Al Ahly (16)                        | 1-0                                 | El Sekka El Hadid                   |
| 1951-52 | Zamalek (8)                         | 2-0                                 | Al Ahly                             |
| 1952-53 | Al Ahly (17)                        | 4-1                                 | Zamalek                             |
| 1953-54 | Tersana (3)                         | 4-1                                 | Al Masry                            |
| 1954-55 | Zamalek (9)                         | 2-1                                 | Ittihad Alexandria                  |
| 1955-56 | Al Ahly (18)                        | 1-0                                 | Tersana                             |
| 1956-57 | Zamalek (10)                        | 3-0                                 | Al Masry                            |
| 1957-58 | Zamalek (11) Al Ahly (19)           | 0-0 / 2-2                           | Título Dividido                     |
| 1958-59 | Zamalek (12)                        | 2-1                                 | Al Ahly                             |
| 1959-60 | Zamalek (13)                        | 3-2                                 | El Olympi                           |
| 1960-61 | Al Ahly (20)                        | 5-0                                 | El Qanah                            |
| 1961-62 | Zamalek (14)                        | 5-1                                 | Ittihad Alexandria                  |
| 1962-63 | Ittihad Alexandria (4)              | 3-2                                 | Zamalek                             |
| 1963-64 | Al Qanah (1)                        | 2-0                                 | El Sekka El Hadid                   |
| 1964-65 | Tersana (4)                         | 4-1                                 | Suez El-Riyadi                      |
| 1965-66 | Al Ahly (21)                        | 1-0                                 | Tersana                             |
| 1966-67 | Tersana (5)                         | 1-0                                 | El Olympi                           |
| 1967-72 | Não disputada Guerra dos Seis Dias  | Não disputada Guerra dos Seis Dias  | Não disputada Guerra dos Seis Dias  |
| 1972-73 | Ittihad Alexandria (5)              | 0-0 / 2-1                           | Al Ahly                             |
| 1973-74 | Não disputada Guerra do Yom Kippur  | Não disputada Guerra do Yom Kippur  | Não disputada Guerra do Yom Kippur  |
| 1974-75 | Zamalek (15)                        | 1-0                                 | Ghazl El Mahalla                    |
| 1975-76 | Ittihad Alexandria (6)              | 1-0                                 | Al Ahly                             |
| 1976-77 | Zamalek (16)                        | 3-1                                 | Ismaily                             |
| 1977-78 | Al Ahly (22)                        | 4-2                                 | Zamalek                             |
| 1978-79 | Zamalek (17)                        | 3-0                                 | Ghazl El Mahalla                    |
| 1979-80 | Não disputada                       | Não disputada                       | Não disputada                       |
| 1980-81 | Al Ahly (23)                        | 1-1 / (3-2) Pênaltis                | Al Mokawloon                        |
| 1981-82 | Não terminada                       | Não terminada                       | Não terminada                       |
| 1982-83 | Al Ahly (24)                        | 1-0                                 | Al Masry                            |
| 1983-84 | Al Ahly (25)                        | 3-1 (Pro)                           | Al Masry                            |
| 1984-85 | Al Ahly (26)                        | 1-0                                 | Ismaily                             |
| 1985-86 | Tersana (6)                         | 3-2                                 | Ghazl El Mahalla                    |
| 1986-87 | Não disputada                       | Não disputada                       | Não disputada                       |
| 1987-88 | Zamalek (18)                        | 1-0                                 | Ittihad Alexandria                  |
| 1988-89 | Al Ahly (27)                        | 3-0                                 | Al Masry                            |
| 1989-90 | Al Mokawloon (1)                    | 2-1                                 | Suez Montakhab                      |
| 1990-91 | Al Ahly (28)                        | 1-0                                 | Aswan SC                            |
| 1991-92 | Al Ahly (29)                        | 2-1                                 | Zamalek                             |
| 1992-93 | Al Ahly (30)                        | 3-2                                 | Ghazl El Mahalla                    |
| 1993-94 | Não terminada Copa do Mundo de 1994 | Não terminada Copa do Mundo de 1994 | Não terminada Copa do Mundo de 1994 |
| 1994-95 | Al Mokawloon (2)                    | 2-0                                 | Ghazl El Mahalla                    |
| 1995-96 | Al Ahly (31)                        | 3-1                                 | El Mansoura                         |
| 1996-97 | Ismaily (1)                         | 1-0                                 | Al Ahly                             |
| 1997-98 | Al Masry (1)                        | 4-3                                 | Al Mokawloon                        |
| 1998-99 | Zamalek (19)                        | 3-1                                 | Ismaily                             |
| 1999-00 | Ismaily (2)                         | 4-0                                 | Al Mokawloon                        |
| 2000-01 | Al Ahly (32)                        | 2-0 (Pro)                           | Ghazl El Mahalla                    |
| 2001-02 | Zamalek (20)                        | 1-0                                 | Baladiyat                           |
| 2002-03 | Al Ahly (33)                        | 1-1 / (4-3) Pênaltis                | Ismaily                             |
| 2003-04 | Al Mokawloon (3)                    | 2-1                                 | Al Ahly                             |
| 2004-05 | ENPPI (2)                           | 1-0 (Pro)                           | Ittihad Alexandria                  |
| 2005-06 | Al Ahly (34)                        | 3-0                                 | Zamalek                             |
| 2006-07 | Al Ahly (35)                        | 4-3 (Pro)                           | Zamalek                             |
| 2007-08 | Zamalek (21)                        | 2-1                                 | ENPPI                               |
| 2008-09 | Haras El Hodood (1)                 | 1-1 / (4-1) Pênatis                 | ENPPI                               |
| 2009-10 | Haras El Hodood (2)                 | 1-1 / (5-4) Pênatis                 | Al Ahly                             |
| 2010-11 | ENPPI (2)                           | 2-1                                 | Zamalek                             |
| 2011-12 | Não disputado Tragédia de Port Said | Não disputado Tragédia de Port Said | Não disputado Tragédia de Port Said |
| 2012-13 | Zamalek (22)                        | 3-0                                 | Wadi Degla                          |
| 2013-14 | Zamalek (23)                        | 1-0                                 | Smouha                              |
| 2014-15 | Zamalek (24)                        | 2-0                                 | Al Ahly                             |
| 2015-16 | Zamalek (25)                        | 3-1                                 | Al Ahly                             |
| 2016-17 | Al Ahly (36)                        | 2-1 (Pro)                           | Al Masry                            |
| 2017-18 | Zamalek (26                         | 1-1 / (5-4) Pênaltis                | Smouha                              |
| 2018-19 | Zamalek (27)                        | 3-0                                 | Pyramids                            |
| 2019-20 | Al Ahly (37)                        | 1-1 / (3-2) Pênaltis                | El Gaish                            |
| 2020-21 | Zamalek (28)                        | 2-1                                 | Al Ahly                             |
| 2021-22 | Al Ahly (38)                        | 2-1                                 | Pyramids                            |
| 2022-23 | Al Ahly (39)                        | 2-0                                 | Zamalek                             |
| 2023-24 | Pyramids (1)                        | 1-0                                 | ZED FC                              |
| 2024-25 | Zamalek (29)                        | 1-1 / (8-7) Pênaltis                | Pyramids                            |

| - 1921–22: Zamalek - 1922–23: Tersana - 1923–24: Al-Ahly - 1924–25: Al-Ahly - 1925–26: Al Ittihad - 1926–27: Al-Ahly - 1927–28: Al-Ahly - 1928–29: Tersana - 1929–30: Al-Ahly - 1930–31: Al-Ahly - 1931–32: Zamalek - 1932–33: El Olympi - 1933–34: El Olympi - 1934–35: Zamalek - 1935–36: Al Ittihad - 1936–37: Al Ahly - 1937–38: Zamalek - 1938–39: Al Teram - 1939–40: Al Ahly - 1940–41: Zamalek - 1941–42: Al Ahly - 1942–43: Zamalek & Al Ahly - 1943–44: Zamalek - 1944–45: Al Ahly - 1945–46: Al Ahly - 1946–47: Al Ahly - 1947–48: Al Ittihad - 1948–49: Al Ahly - 1949–50: Al Ahly - 1950–51: Al Ahly - 1951–52: Zamalek - 1952–53: Al Ahly - 1953–54: Tersana - 1954–55: Zamalek - 1955–56: Al-Ahly - 1956–57: Zamalek - 1957–58: Zamalek & Al-Ahly - 1958–59: Zamalek - 1959–60: Zamalek - 1960–61: Al-Ahly - 1961–62: Zamalek - 1962–63: Al Ittihad - 1963–64: Al Quanah - 1964–65: Tersana - 1965–66: Al-Ahly | - 1966–67: Tersana - 1972–73: Al Ittihad - 1974–75: Zamalek - 1975–76: Al Ittihad - 1976–77: Zamalek - 1977–78: Al-Ahly - 1978–79: Zamalek - 1980–81: Al-Ahly - 1982–83: Al-Ahly - 1983–84: Al-Ahly - 1984–85: Al-Ahly - 1985–86: Tersana - 1987–88: Zamalek - 1988–89: Al-Ahly - 1989–90: Al-Mokawloon - 1990–91: Al-Ahly - 1991–92: Al-Ahly - 1992–93: Al-Ahly - 1994–95: Al-Mokawloon - 1995–96: Al-Ahly - 1996–97: Ismaily - 1997–98: El-Masry - 1998–99: Zamalek - 1999–00: Ismaily - 2000–01: Al-Ahly - 2001–02: Zamalek - 2002–03: Al-Ahly - 2003–04: Al-Mokawloon - 2004–05: ENPPI - 2005–06: Al-Ahly - 2006–07: Al-Ahly - 2007–08: Zamalek - 2008–09: Haras El Hodood - 2009–10: Haras El Hodood - 2010–11: ENPPI - 2011–12: Cancelada - 2012–13: Zamalek - 2013–14: Zamalek - 2014–15: Zamalek - 2015–16: Zamalek - 2016–17: Al-Ahly - 2017–18: Zamalek - 2018-19: Zamalek - 2019-20: Al-Ahly - 2020-21: Zamalek - 2021-22: Al-Ahly - 2022–23: Al Ahly - 2023–24: Pyramids - 2024–25: Zamalek |

## Maiores campeões
| Equipe       | Número de títulos |
| ------------ | ----------------- |
| Al-Ahly      | 39*               |
| Zamalek      | 29*               |
| Al Ittihad   | 6                 |
| Tersana      | 6                 |
| Al-Mokawloon | 3                 |
| Ismaily      | 2                 |
| Olympic Club | 2                 |
| Al-Masry     | 1                 |
| Pyramids     | 1                 |
| Al-Quanah    | 1                 |
| Total        | 92                |

* Dividiram Al-Ahly e Zamalek duas vezes o título (temporadas 1942/43 e 1957/58).